# Gopālpur (ort i Indien, Västbengalen)
Gopālpur är en ort i Indien.   Den ligger i distriktet North 24 Parganas och delstaten Västbengalen, i den östra delen av landet, 1 300 km sydost om huvudstaden New Delhi. Gopālpur ligger 14 meter över havet och antalet invånare är 6 890.
Terrängen runt Gopālpur är mycket platt. Runt Gopālpur är det tätbefolkat, med 819 invånare per kvadratkilometer. Närmaste större samhälle är Basīrhat, 11,6 km öster om Gopālpur. Trakten runt Gopālpur består till största delen av jordbruksmark.